# Auliscomys pictus
Auliscomys pictus är en gnagareart som först beskrevs 1884 av Oldfield Thomas. Arten ingår i släktet Auliscomys och familjen hamsterartade gnagare. IUCN kategoriserar arten globalt som livskraftig. Inga underarter finns listade.
Denna gnagare förekommer i Anderna från centrala Peru, till västra Bolivia och norra Chile. Arten vistas där på höga höjder, mellan 3400 och 4900 meter över havet. Habitatet utgörs av ängar, buskskogar och klippiga områden med glest fördelad växtlighet. Auliscomys pictus hittas även på betesmark som inte brukas intensivt.